# 에구치 아이미
에구치 아이미(일본어: 江口愛実, 1995년 2월 11일 ~ )는 글리코 아이스노미 프로모션으로 탄생한 가공의 인물. 일본 여성 아이돌 그룹 AKB48의 멤버이다고 하는 설정이 되어 있다.

## 개요
2011년 6월 13일 발매의 「주간 플레이 보이」로 「AKB48 12.5기 궁극 연구생 표지에 등장」이라고 하는 포고 포함으로 표지를 장식해, 동시에 에자키 글리코의 아이스노미의 CM에 출연한 것으로, 화제가 되었다.
6월 14일, 취재 중에 에자키 글리코는 "답변 드릴 수 없습니다." 고 하였으나 AKB48의 운영회사인 AKS는 "실재로 존재하는 멤버로, 이름은 본명" 이라고 명확하게 밝혔다. 같은 날 11시 38분에 AKB48 멤버 키쿠치 아야카가 블로그에 '오늘 아침뉴스에서 처음 보았다, 드디어 소문의 사람이 완성했네요. 내 얼굴 부분은 언제 쓰일까요'라고 투고했으나 곧 수정되었으며 지금은 볼 수 없다.
6월 20일, 글리코는 공식 사이트를 개편, CM 「에구치 아이미 탄생」편과 메이킹 필름을 공개하여 에구치 아이미가 가상의 존재라는 것을 명확히 하였다.
2013년 5월 8일에 AKB48 공식 사이트의 연구생 멤버 프로필에 이탈로 졸업.

## 인물
AKB48 프로듀서 아키모토 야스시는 "그녀야말로 궁극이다!" 라고 칭찬하기도 했다.
아이스노미의 홈페이지에 게재해 있는 오디션 응모 용지에는 "노래하며 춤추는 것을 정말 좋아합니다. AKB48의 좋은 곳을 조금씩 훔치고, 지금까지 없는 새로운 아이돌을 목표로 합니다." 라고 써 있다.

### CM
- 아이스노미 (2011년 6월 13일 - 에자키 글리코)